# Enriqueta Favez
Enriqueta Favez (* um 1791 in Lausanne, Schweiz; † 1856 in New Orleans, Vereinigte Staaten), auch bekannt als Henriette Favez und Henrietta Faber, war eine Schweizer Ärztin, die in den Napoleonischen Kriegen und später in Kuba praktizierte. Sie gab sich während dieser Zeit als Mann aus. In Kuba wurde sie deswegen verurteilt und des Landes verwiesen. In New Orleans wurde sie Nonne und Vorsteherin ihres Ordens.

## Biografie
Über Henriette Fabers Herkunft sind lediglich ihre Aussagen anlässlich ihres Gerichtsverfahrens in Kuba dokumentiert. Demnach wurde sie um 1791 in Lausanne, Schweiz, geboren. Ihre Eltern starben, als sie noch ein Kleinkind war. Ein Onkel verheiratete sie im Alter von 15 Jahren mit einem französischen Soldaten. Drei Jahre später starben ihr neugeborenes Baby und ihr Mann, letzterer in einer Schlacht.
In Paris begann Faber an der Sorbonne, Medizin zu studieren. Dabei gab sie sich als Mann namens Henry Faber aus, als Offizier im Rang und in den Kleidern ihres verstorbenen Mannes. Nach ihrem Abschluss arbeitete sie während der Napoleonischen Kriege als Chirurg in der französischen Armee, bis sie in Spanien in Gefangenschaft geriet; hier erlernte sie die spanische Sprache.
Nach dem Krieg ging sie nach Kuba, wo sie wieder als Arzt arbeitete; sie gab sich weiterhin als Mann aus und nannte sich nun Enrique Favez. In Baracoa versorgte sie vor allem die arme Bevölkerung und kümmerte sich um Sklaven und deren Freilassung. Sie heiratete eine verstoßene Mestizin namens Juana de Léon, die möglicherweise nicht wusste, dass sie eine Frau heiratete.
Vier Jahre nach ihrer Heirat kamen Gerüchte über ihr Geschlecht auf. Sie wurde verhaftet und wegen illegalen Praktizierens als Arzt – was Frauen nicht erlaubt war – sowie der ehrwidrigen Ehe mit einer Frau angeklagt. Faber verteidigte sich mit dem Argument, sie sei ein männlicher Geist, gefangen in einem weiblichen Körper. Sie wurde schuldig gesprochen, ihre Ehe mit Juana de Léon wurde annulliert. Der Vorschlag, Faber ihre Strafe in einer Klinik abarbeiten zu lassen, wurde von dem gewählten Krankenhaus abgelehnt, daher kam sie in ein Frauengefängnis.
Nach einem zweiten Selbstmordversuch wurde Faber des Landes verwiesen und in einem Schiff nach New Orleans untergebracht, wo sie Verwandtschaft hatte. Auf Drängen der Familie schloss sie sich als Sor (Schwester) Magdalena einem Nonnenorden an und wurde schließlich Vorsteherin. Sie starb in New Orleans im Alter von 65 Jahren.

## Nachwirkung
Enriqueta Favez war die erste Frau, die in Kuba Medizin praktizierte, wenn auch als Mann verkleidet. Sie gilt in Kuba als Ikone der Lesben- und Transgender-Bewegung und Pionierin des Feminismus.

## Filme
- 2004: Favez or the Secret of Henriette Faver Caven, Dokumentarfilm, Kuba. Mit Graziella Torrigiani
- 2018: Insumisas, Spielfilm[6]